# Indira Bajramović

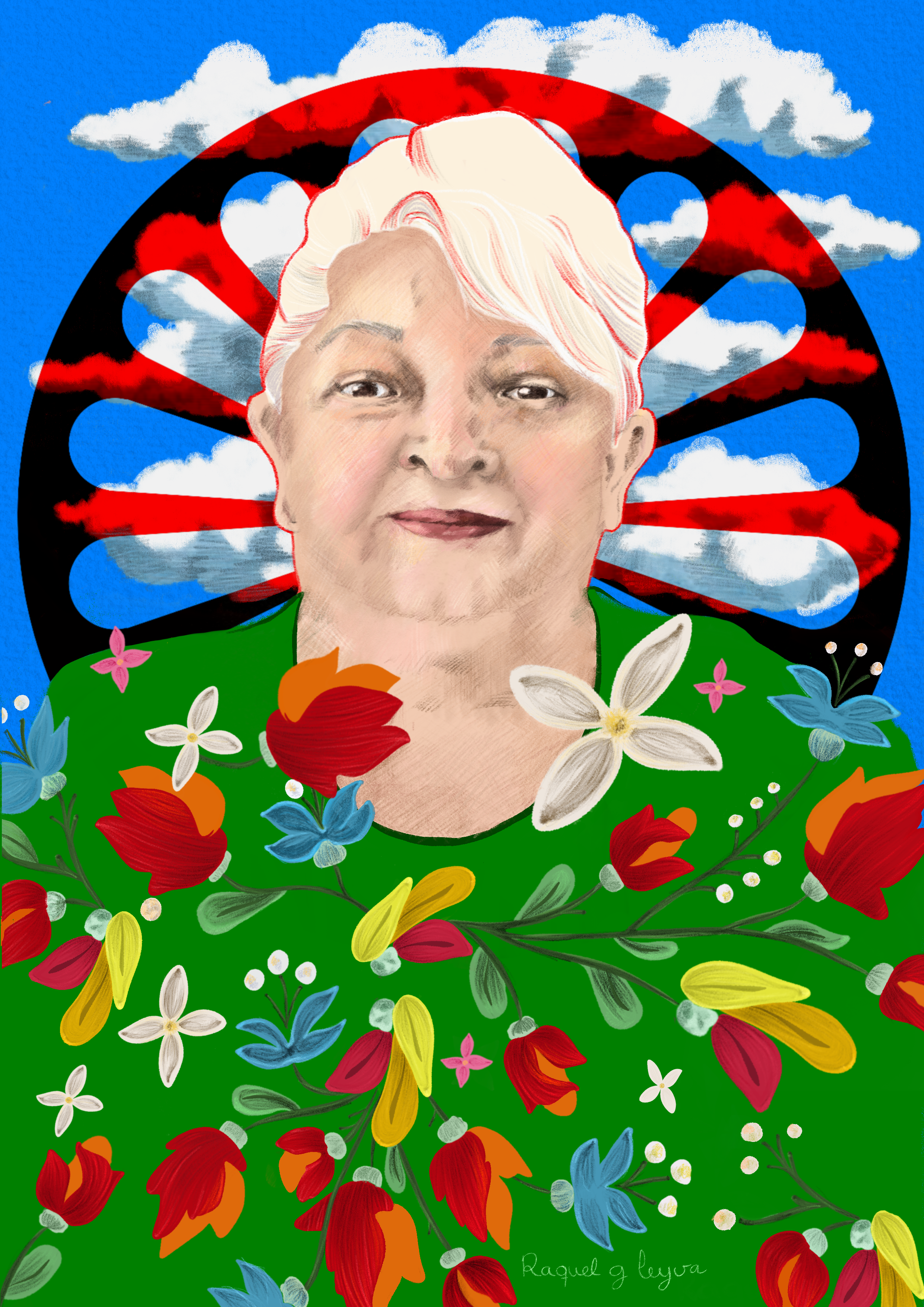
Indira Bajramović

Indira Bajramović (* 1968) ist eine Roma-Aktivistin aus Bosnien-Herzegowina.

## Leben und Wirken
Bajramović studierte Wirtschaftswissenschaft an der Universität Tuzla. Nachdem sie schon vorher in Nichtregierungsorganisationen tätig gewesen war, initiierte sie 2000 die im folgenden Jahr in Tuzla offiziell gegründete Organisation Bolja budućnost (deutsch: Bessere Zukunft), mit der sie sich insbesondere für die Verbesserung der Situation der Romafrauen in Bosnien-Herzegowina einsetzt. Dabei war sie auch während der COVID-19-Pandemie aktiv und unterstützte insbesondere in Zusammenarbeit mit anderen Hilfsorganisationen mit Hilfspaketen und der Verteilung von Lebensmitteln.
Für ihre Tätigkeit wurde sie mehrfach mit Preisen ausgezeichnet.